# Secretário do Exército dos Estados Unidos
O Secretário do Exército dos Estados Unidos (SA ou SECARMY) é um funcionário civil do Departamento de Defesa dos Estados Unidos, com responsabilidade legal para todas as questões relacionadas ao Exército dos Estados Unidos: recursos humanos, pessoal, assuntos de reserva, instalações, questões ambientais, sistemas de armas e aquisição de equipamentos, comunicações e gestão financeira. O Secretário do Exército é nomeado pelo Presidente dos Estados Unidos e confirmado pelo Senado. É uma não-posição do Gabinete servindo sob o comando do Secretário de Defesa. Esta posição foi criada em 18 de setembro de 1947, substituindo o Secretário de Guerra, quando o Departamento de Guerra tornou-se o Departamento do Exército e foi criado um departamento dentro do novo Departamento de Defesa.
A liderança sênior do Exército dos Estados Unidos consiste de dois civis - o Secretário do Exército e o Subsecretário do Exército -e dois oficiais militares - o Chefe do Estado Maior do Exército e o Vice Chefe do Estado Maior do Exército.

## Responsabilidades
O Secretário do Exército é, em efeito, o Diretor Executivo do Departamento do Exército, e o Vice Chefe do Estado Maior do Exército reporta-se diretamente ao Secretário do Exército. O Secretário apresenta e justifica as políticas do Exército, planos, programas e orçamentos para o Secretário de Defesa, outros funcionários de ramos executivos, e ao Comitê de Defesa do Congresso. O Secretário também comunica as políticas do Exército, planos, programas, recursos e realizações para o público. Se necessário, o Secretário convoca reuniões com a liderança sênior do Exército para debater as questões, fornecer orientações e procurar aconselhamento. O Secretário é um membro da Comissão de Aquisição de Defesa.
O Secretário do Exército tem várias responsabilidades sob o Código Uniforme de Justiça Militar, incluindo a autoridade de convocar cortes marciais. Outra responsabilidade do Secretário do Exército é a gestão dos Assessores Civis ao Programa do Secretário do Exército.